# William H. Hastie
William Henry Hastie Jr. (Knoxville, 17 novembre 1904 – Filadelfia, 14 aprile 1976) è stato un avvocato, giudice e attivista statunitense.

## Biografia
Hastie fu il primo afroamericano a ricoprire la carica di governatore delle Isole Vergini americane, di giudice federale e di giudice d'appello federale. Hastie è stato membro eletto sia dell'American Academy of Arts and Sciences che della American Philosophical Society. La Third Circuit Library di Filadelfia è stata chiamata così in onore di Hastie. Una stanza commemorativa e permanente in suo onore è ospitata dal Beck Cultural Exchange Center di Knoxville, Tennessee, che ospita anche i suoi documenti personali. Inoltre, gli è stata intitolata un'area naturale urbana a South Knoxville.